# Shoemaker Peak
Der Shoemaker Peak ist ein Berg im Ellsworthgebirge des westantarktischen Ellsworthlands. Im Osten der Enterprise Hills in der Heritage Range ragt er 5 km ostsüdöstlich des Sutton Peak an der Ostflanke des Ahrnsbrak-Gletschers auf.
Der United States Geological Survey kartierte ihn anhand eigener Vermessungen und Luftaufnahmen der United States Navy aus den Jahren von 1961 bis 1966. Das Advisory Committee on Antarctic Names benannte ihn 1966 nach Dawaine Allen Shoemaker (1932–2013), der 1958 als Meteorologe auf der Forschungsstation Little America V tätig war.